# Samuel de Lange

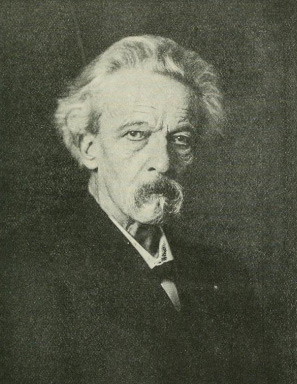
Samuel de Lange

Samuel de Lange junior (* 22. Februar 1840 in Rotterdam; † 7. Juli 1911 in Stuttgart) war ein niederländisch-deutscher Organist, Lehrer und Komponist.

## Leben
Samuel de Lange (jr.) war Sohn des Rotterdamer Musiklehrers und Organisten Samuel de Lange (sr.). Im Jahr seiner Geburt gründete de Langes Vater eine Pianofabrik „Rijken & de Lange“, die noch heute in Rotterdam existiert.
Samuel de Lange studierte Orgel bei Alexander Winterberger, einem Schüler Liszts, Klavier bei Karol von Mikuli, einem Schüler Chopins und Kompositionslehre bei Johannes Verhulst und Berthold Damcke. Er trat bereits in frühen Jahren als Orgel- und Klaviervirtuose hervor. De Lange studierte ab 1858 in Lemberg, wo er bis 1863 lebte und die letzten drei Jahre Klavierunterricht am dortigen Musikkonservatorium gab. Ab 1864 war er in Rotterdam Organist und Orgellehrer. Weitere Stationen waren 1874 Basel, 1876 Paris, 1877 Köln, 1884 Den Haag und ab 1893 Stuttgart. 1871 wirkte er an der niederländischen Uraufführung von Brahms 1. Klavierkonzert mit.
In Stuttgart wurde er am Konservatorium Dozent, ab 1895 Professor. Er leitete das Konservatorium von 1900 bis 1908. Als Komponist trat er in allen Gattungen mit Schwerpunkt Kirchenmusik hervor. Hervorzuheben ist das Oratorium Mose (1889). Er gab den Apparatus Musico Organisticus von Georg Muffat heraus.

## Kompositionen
Samuel de Langes (jr.) musikalisches Œuvre umfasst mehr als 800 Kompositionen, darunter 13 Streichquartette, viele Orgelkompositionen, drei Cello-, zwei Klavier-, zwei Violinkonzerte und ein Violakonzert. Weiterhin schuf er vier Klaviersonaten, vier Violinsonaten, eine Klarinettensonate, drei Cellosonaten, fünf Klaviertrios, ein Klavierquintett, ein Streichquintett und hunderte Gesangsstücke. De Langes komplettes Orgelwerk erschien erstmals 2015 auf CD, aufgeführt vom niederländischen Organisten Gerben Budding. Außerdem wurden Aufnahmen von zwei Cellosonaten, verschiedenen Liedern und einigen Klavierwerken aufgezeichnet. De Lange ist bekannt für seine Täglichen Übungen im Pedalspiel, ein Übungsbuch für das Pedalwerk.

## Orgelwerke
- op. 5: Sonate I über „Aus tiefer Not“. Willemsen (Wil 683)
- op. 8: Sonate II über Luthers Choral „Ein’ feste Burg ist unser Gott“. Willemsen (Wil 850)
- op. 9: Praeludium und Fuge. (Kooiman) Harmonia Uitgave (HU 3356)
- op. 56: Leichtere Orgelstücke. (Depenheuer) Heft 1-III Butz-Verlag BU 1424-26
- op. 60: 24 Präludien. (Depenheuer) Butz-Verlag BU 1437
- op. 78: Tägliche Übungen im Pedalspiel. Edition Peters (EP3630)